# Коппал (округ)
Коппал (канн. ಕೊಪ್ಪಳ; англ. Koppal) — округ в индийском штате Карнатака. Административный центр — город Коппал. Площадь округа — 7189 км². По данным всеиндийской переписи 2001 года население округа составляло 1 196 089 человек. Уровень грамотности взрослого населения составлял 54,1 %, что немного ниже среднеиндийского уровня (59,5 %). Доля городского населения составляла 16,6 %.